# Bat-Öldzij
Bat-Öldzij (mongoliska: Бат-Өлзий Сум, Бат-Өлзий, Bat-Öldzij Sum) är ett distrikt i Mongoliet.   Det ligger i provinsen Övörchangaj, i den centrala delen av landet, 400 km väster om huvudstaden Ulaanbaatar.